# Nishikyō-ku (Kyōto)
Nishikyō-ku (japanisch 西京区, deutsch „westlicher Hauptstadtbezirk“) ist einer von elf Stadtbezirken (ku) von Kyōto, Japan. Er liegt entsprechend seinem Namen am westlichen Rand der Stadt, südlich der Innenstadt.

## Geschichte
Der Stadtbezirk entstand am 1. Oktober 1976 aus der Ausgliederung der Stadtteile Matsuo, Katsura, Kawaoka, Ōe und Ōharano von Ukyō-ku. Der Fluss Katsura bildet die Grenze zwischen beiden Stadtbezirken.

## Sehenswürdigkeiten

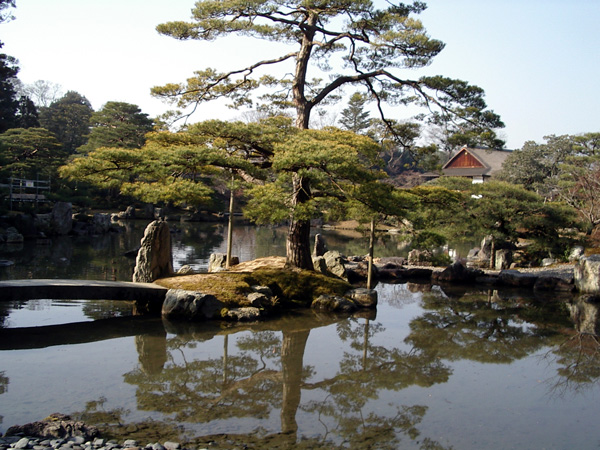
Die kaiserliche Villa Katsura in Nishikyo-ku, Kyōto

Die über dem Fluss gelegene kaiserliche Katsura-Villa ist eine der bekanntesten Sehenswürdigkeiten von Nishikyō-ku. Der ebenfalls im Bezirk gelegene Moostempel Saihō-ji gehört zum UNESCO-Weltkulturerbe. Der Yoshimine-dera ist ein weiterer buddhistischer Tempel.